# Necropsar rodericanus
Necropsar rodericanus е изчезнал вид птица от семейство Скорецови (Sturnidae), единствен представител на род Necropsar.

## Разпространение
Видът е разпространен в Мавриций.